# Медаль Еміля Пікара
Меда́ль Емі́ля Піка́ра (фр. Médaille Émile Picard) — наукова нагорода, названа на честь французького математика члена Паризької академії наук з 1889 року Еміля Пікара, яку кожні 6 років присуджує видатному математику Інститут Франції (Французька академія наук). 
Через два роки після смерті Еміля Пікара, у 1943 році, його вдова створила Фонд Еміля Пікара для фінансування нагороди з його іменем. Медаль вручається раз на шість років. Першу нагороду було вручено у 1946 році.

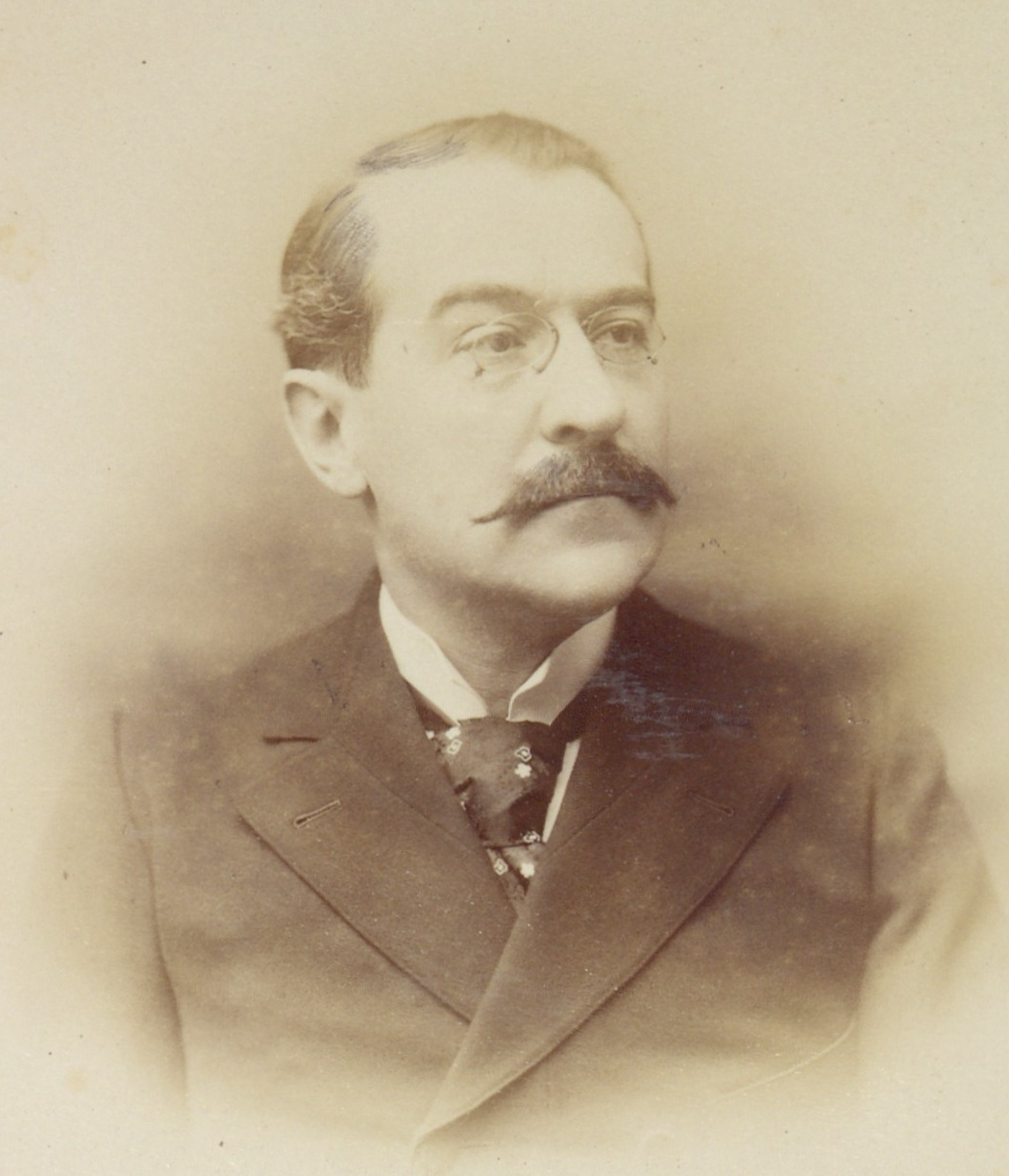
Еміль Пікар (1909)

## Лауреати нагороди
Лауреатами медалі Еміля Пікара були
- 1946: Моріс Фреше, «за його роботи з обчислення ймовірностей і математичної статистики»
- 1953: Поль Леві, «за всі його здобутки в галузі аналізу та теорії ймовірностей»
- 1959: Анрі Картан, «за всі його математичні праці»
- 1965: Шолем Мандельбройт, «за його здобутки в галузі сучасного аналізу»
- 1971: Жан-П'єр Серр, «за всі його здобутки в галузі математики»
- 1977: Александр Гротендік, «за всі його здобутки в галузі математики»
- 1983: Андре Нерон[en], «за роботи в галузі алгебричної геометрії»
- 1989: Франсуа Брюа[en], «за роботу над структурою та представленнями дійсних і p–адичних напівпростих груп»
- 1995: Жан-П'єр Каан[en], «за всі його здобутки в галузі математики»
- 2001:  Жак Діксм'є[en], «за всю його роботу з об'єднання у широкому синтезі аналізу операторних алгебр фон Неймана з алгебричною теорією обгортуючих алгебр, що дозволило нинішній появі теорії квантових груп».
- 2007:  Луї Буте де Монвель[en], «за результати, отримані ним у теорії диференціальних рівнянь у частинних похідних, комплексному аналізі та глобальному аналізі на різновидах»
- 2012: Люк Іллюзі[en], «за його фундаментальну, надзвичайно актуальну роботу в алгебраїчній та арифметичній геометрії, котангенсному комплексі, формулі Пікара-Лефшеця, теорії Годжа та логарифмічній геометрії»
- 2018:  Ів Колін де Вердьєр[en][4].